# Universidad Estatal de Transporte Ferroviario de los Urales
La Universidad Estatal de Transporte Ferroviario de los Urales (del inglés: Ural State University of Railway Transport, USURT); en ruso: Уральский государственный университет путей сообщения, УрГУПС es una universidad pública situada en Ekaterimburgo, Rusia. Fue fundada el 23 de junio de 1956. Su misión principal es preparar especialistas en transporte ferroviario en la región Ural y las regiones vecinas de Rusia central y Siberia.

## Estructura
La universidad está formada por:
- 6 facultades y 23 departamentos:
  - Facultad de Electromecánica
    - Departamento Transport Power Supply
    - Departamento Electric Machinery
    - Departamento Electric Traction
    - Departamento Physics & Chemistry

  - Facultad de Electrotecnia
    - Departamento Railway Automation, Telemechanics & Communication
    - Departamento Systems and Technologies of Information Security

  - Facultad de Construcción
    - Departamento Railway Construction and Railway Track
    - Departamento Bridges and Transport Tunnels
    - Departamento Building Structures and Building Industry

  - Facultad de Operación de Procesos de Transporte
    - Departamento Operations Management
    - Departamento Stations, Junctions and Freight Work
    - Departamento Technospheric Safety
    - Departamento Higher and Applied Mathematics

  - Facultad de Mecánica
    - Departamento Railway Cars
    - Departamento Design and Exploitation of Automobiles
    - Departamento Mechatronics

  - Facultad de Economía
    - Departamento Management in Social and Economic Systems
    - Departamento Transport Economics
    - Departamento World Economy & Logistics
    - Departamento Human Resources Management & Sociology
    - Departamento Philosophy & History
    - Departamento Foreign Languages & Cross-Cultural Communication
    - Departamento Physical Training
- Más de 30 grupos de investigación
- 7 sucursales en la región
- Alrededor de 13.600 estudiantes